# グレッグ・バーグ
グレッグ・バーグ（Greg Berg、1960年11月26日 - ）はアメリカ合衆国の俳優、声優。ニューヨーク州、ブルックリン区出身。

## 出演作品

### テレビアニメ
- ティーンエイジ・ミュータント・ニンジャ・タートルズ（ドナテロ（シーズン3）、ビーバップ（シーズン3））
- マペット・ベイビーズ（フォジー、スクーター）
- リトル・マペット・モンスター（フォジー、ストレンジポーク）

### 映画
- トイ・ストーリー（伍長の声）
- トランスフォーマー/ダークサイド・ムーン（イゴールの声）